# Simeone di Durham
Simeone di Durham (... – dopo il 1129) fu uno storico inglese medievale, divenne monaco prima del 1083 entrando nel monastero di Jarrow.
La sua Historia Dunelmensis Ecclesiae, che arriva fino all'anno 1096, fu composta tra il 1104 e il 1108 ed è molto importante per gli eventi del nord dell'Inghilterra. L'opera, il cui manoscritto originale si trova a Durham nella biblioteca del vescovo John Cosin, è suddivisa in quattro libri a loro volta divisi in capitoli. La narrazione è in ordine cronologico. L'opera ha due seguiti anonimi: uno che va dal 1096 alla morte di Rainulfo Flambard (1129), l'altra che va dal 1133 al 1144. Un manoscritto conservato a Cambridge contiene un terzo seguito che va dal 1145 al 1154.
Simeone compose poi la Historia regum Anglorum et Dacorum, che inizia dal punto in cui termina la Historia Ecclesiastica Gentis Anglorum di Beda. Dall'anno 957 copia vecchi annali di Durham, e così facendo non solo ci ha tramandato stralci di opere che sarebbero andate altrimenti perdute, ma soprattutto fa della sua opera un'importante fonte per i fatti del nord dell'Inghilterra.